# Arthur Herzog
Pour les articles homonymes, voir Herzog.
Arthur Charles Henri Herzog, né le 18 juillet 1862 à Neuchâtel et mort en 1913 à Marin-Epagnier (canton de Neuchâtel), est un peintre suisse.
Il est connu pour ses paysages suisses et ses scènes orientalistes.

## Biographie
Arthur Herzog est le fils de Jean Ulysse Henri Herzog, préposé de police, et de Marie Marguerite Zaugg. Cette famille avait obtenu sa naturalisation dans la commune de Ponts-de-Martel en 1818, arrivant de la région du Palatinat. Il est l'aîné de quatre enfants et fait des études de littérature puis part travailler en Russie comme précepteur quelques années. Sa vocation pour les arts l'envoie à Paris pour étudier la peinture. En 1882, il présente un premier tableau pour l'Exposition des amis des arts de Neuchâtel. 
En 1884, il obtient de faire partie d'une expédition scientifique française en Algérie. Employé comme dessinateur, il en profite pour peindre des sujets orientaux observés en Algérie qu'il envoie à Neuchâtel, quelques-uns de ces tableaux sont conservés, mais la grande partie de son travail disparaît dans un incendie des docks de Marseille au retour de l'expédition.
En 1890, il participe à la première Exposition nationale des beaux-arts à Berne et présente deux paysages suisses, puis trois de ses tableaux figurent à l'Exposition universelle de 1889 à Genève. En 1892 et 1894, il envoie de nouveau quelques tableaux à l'Exposition nationale suisse et à partir de 1893, il se fixe à Lausanne.
En 1897, il effectue un long voyage en Égypte. Il rapporte de ce voyage de nouveaux tableaux orientalistes. Il quitte à nouveau la Suisse en 1900 pour occuper un poste de professeur à L'Internado national du Chili. Il revient en 1905 et expose encore aux Amis des arts de Neuchâtel. Longtemps oublié, ce peintre voyageur est redécouvert à partir des années 2000.

## Collections publiques
- Lausanne, musée historique :
  - Paysage alpestre, Le Besso, en Valais, vers 1900, huile sur toile ;
  - Vue de la tour Haldimand, au bord du lac Léman, vers 1900, huile sur toile.

Œuvres d'Arthur Herzog
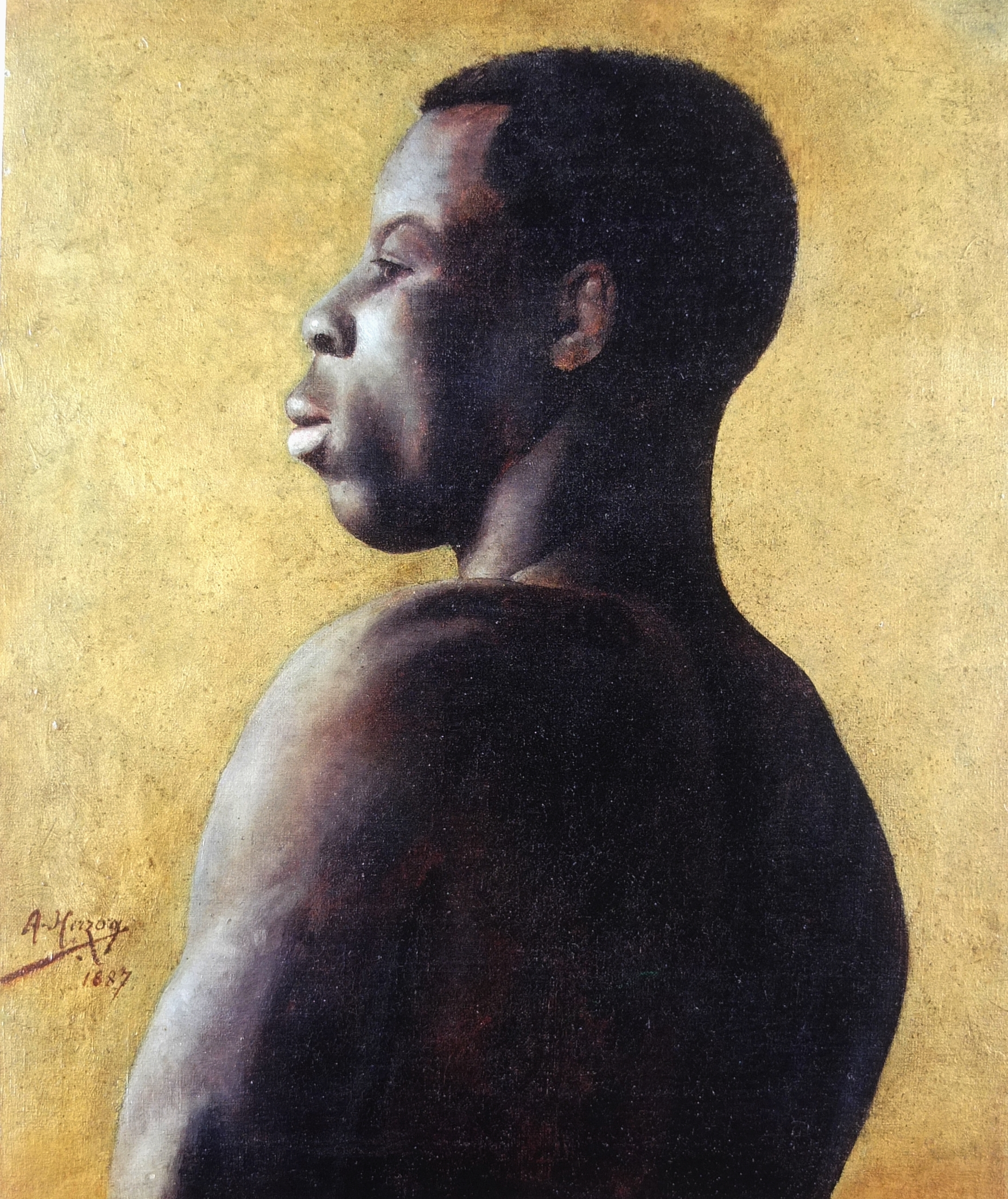
Portrait d'un homme noir (1887), localisation inconnue.
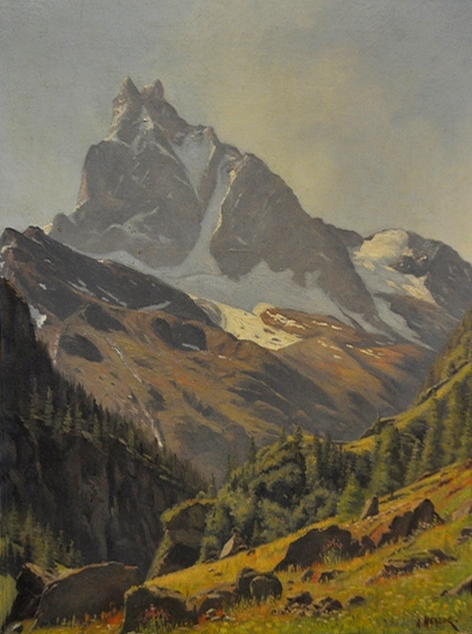
Paysage alpestre, Le Besso, en Valais (vers 1900), musée historique de Lausanne.
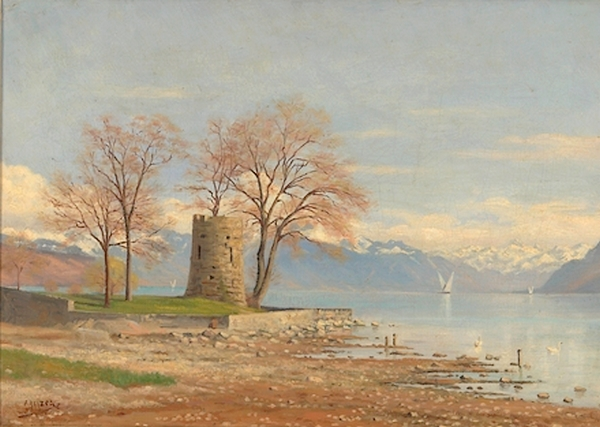
Vue de la tour Haldimand, au bord du lac Léman (vers 1900), musée historique de Lausanne.
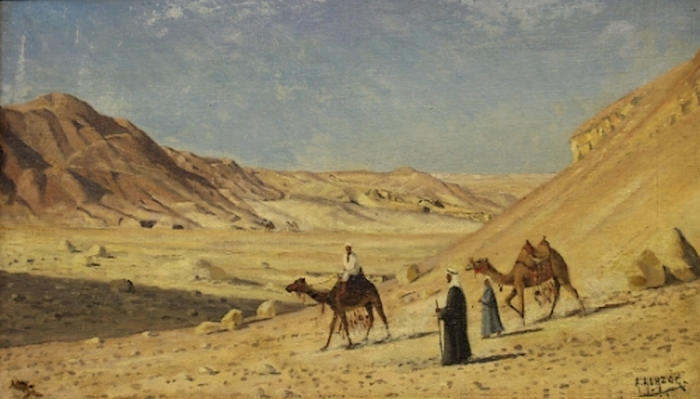
Vue d’Égypte, dans l'Amhra Gabel (vers 1897), collection privée, états-unis.
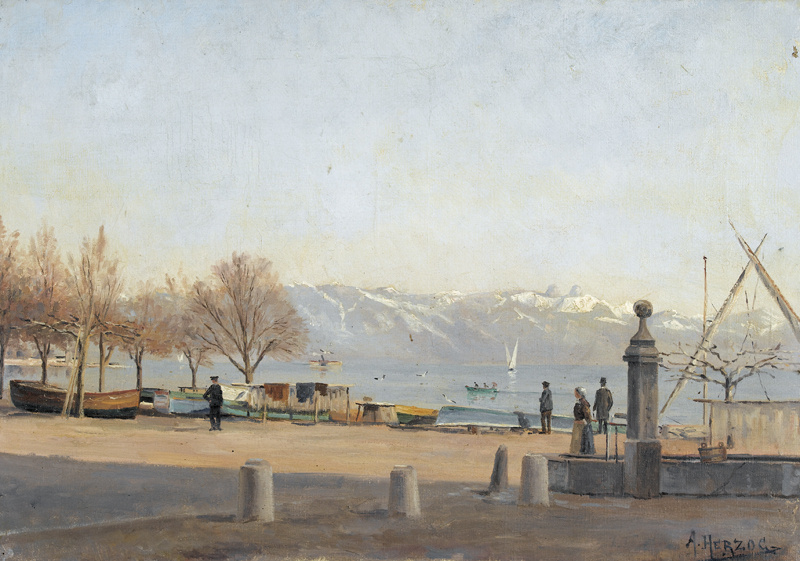
Le port d'Ouchy, localisation inconnue.